# Mednarodni dan maternega jezika
Mednarodni dan maternega jezika je spominski dan z namenom spodbujanja spoštovanja lastnega in hkrati drugih maternih jezikov po vsem svetu oziroma ohranjanja večjezičnosti ter jezikovne in kulturne raznolikosti. Prvič ga je Organizacija Združenih narodov za izobraževanje, znanost in kulturo (UNESCO) razglasila 17. novembra 1999.

## Zgodovina
Mednarodni dan maternega jezika se 21. februarja obeležuje od leta 2000 in spodbuja mir in večjezičnost. Datum je bil izbran kot spomin na ubite študente z univerze v Daki, ki so 21. februarja 1952 v Bangladešu protestno zahtevali uradno rabo njihovega maternega jezika, bengalščine.